# Subsecretari de stat în Guvernul Miron Cristea (3)
În Guvernul Miron Cristea (3) au fost incluși și subsecretari de stat, provenind de la diverse partide.

## Subsecretari de stat
- Subsecretar de stat la Președinția Consiliului de Miniștri

Mihail Măgureanu (1 februarie - 6 martie 1939)
- Subsecretar de stat la Ministerul de Interne

General Gabriel Marinescu (1 februarie - 6 martie 1939)
- Subsecretar de stat la Ministerul de Interne

Coriolan Baran (1 februarie - 6 martie 1939)
- Subsecretar de stat al Propagandei, pe lângă Ministerul de Interne

Eugen Titeanu (1 februarie - 6 martie 1939)
- Subsecretar de stat la Ministerul Educației Naționale

Dumitru V. Țoni (1 februarie - 6 martie 1939)
- Subsecretar de stat la Ministerul Cultelor și Artelor

Preot Nae Popescu (1 februarie - 6 martie 1939)
- Subsecretar de stat la Ministerul Apărării Naționale

General Gheorghe Mihail (1 februarie - 6 martie 1939)
- Subsecretar de stat la Ministerul Agriculturii și Domeniilor

Mihai Șerban (1 februarie - 6 martie 1939)
- Subsecretar de stat la Ministerul Economiei Naționale

Victor Jinga (1 februarie - 6 martie 1939)

## Sursa
- Stelian Neagoe - "Istoria guvernelor României de la începuturi - 1859 până în zilele noastre - 1995" (Ed. Machiavelli, București, 1995)